# Bisbat de la Spezia-Sarzana-Brugnato
El bisbat de la Spezia-Sarzana-Brugnato  (italià: diocesi della Spezia-Sarzana-Brugnato ; llatí: Dioecesis Spediensis-Sarzanensis-Brugnatensis) és una seu de l'Església catòlica, sufragània de l'arquebisbat de Gènova, que pertany a la regió eclesiàstica Ligúria. El 2013 tenia 216.100 batejats d'un total 218.702 habitants. Actualment està regida pel bisbe Luigi Ernesto Palletti.

## Territori

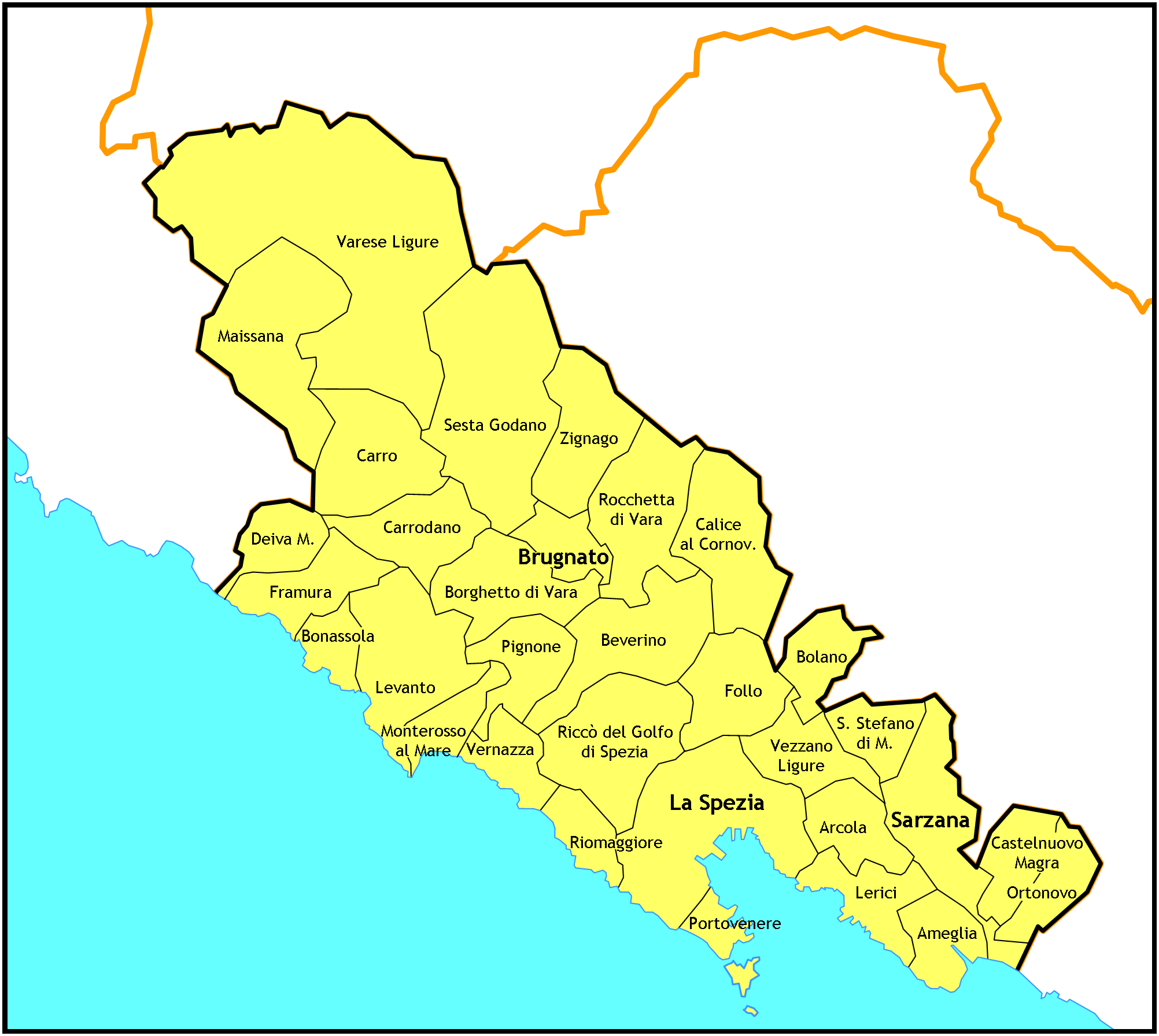
Mapa de la diòcesi

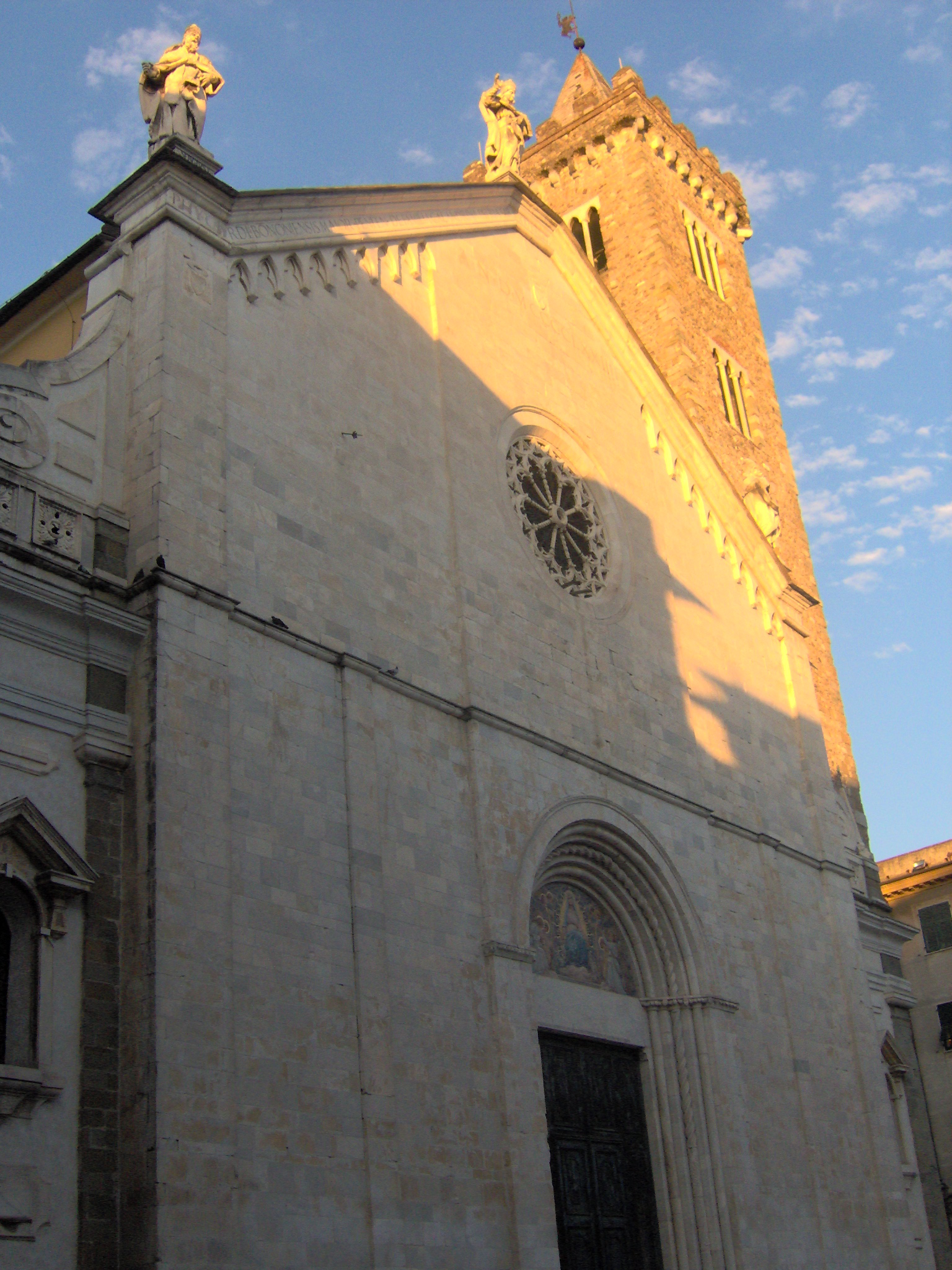
L'església de Santa Maria Assunta a Sarzana, cocatedral de la diòcesi

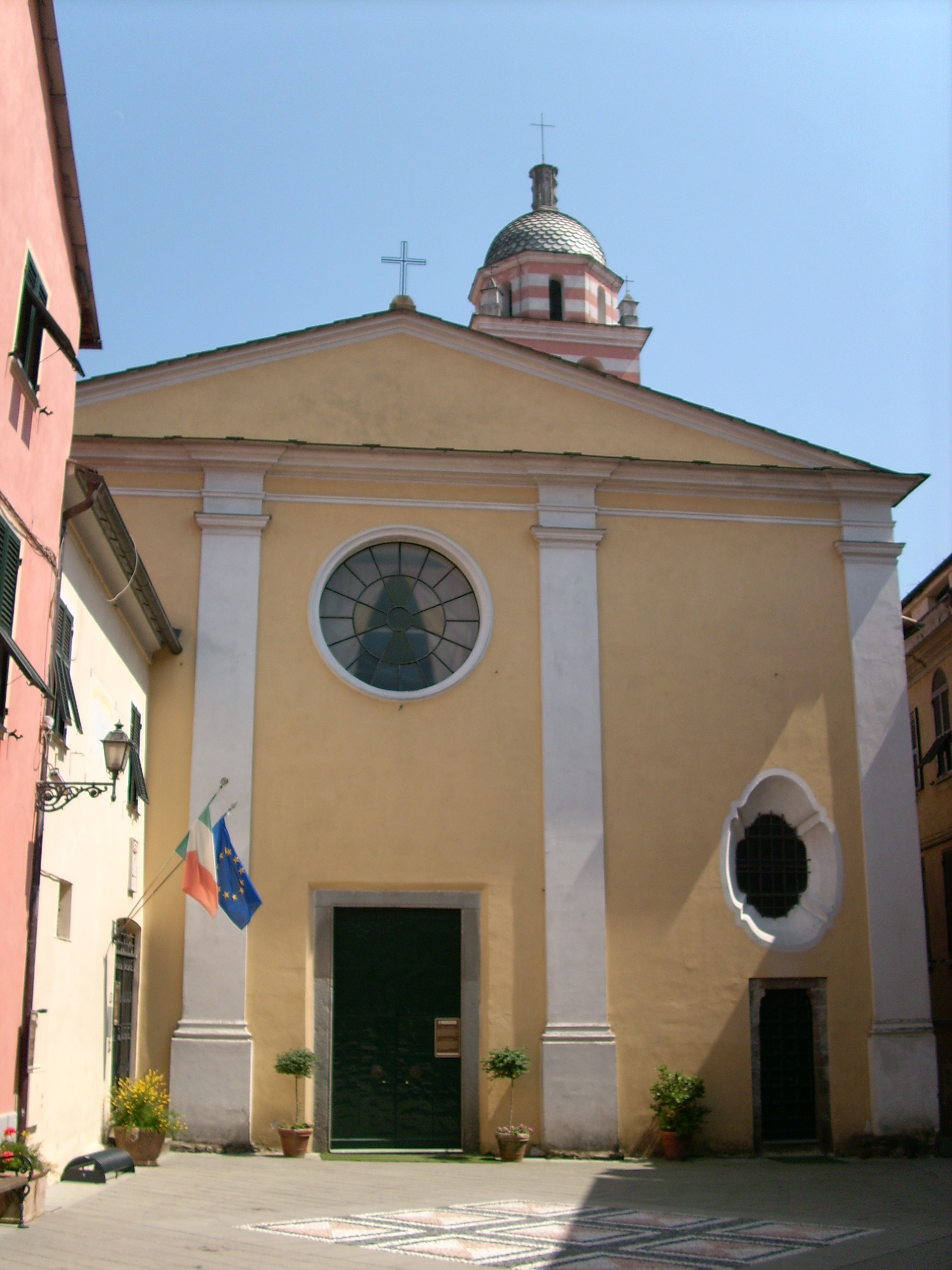
La chiesa dei Santi Pietro, Lorenzo e Colombano a Brugnato, concattedrale della diocesi

El territori de la diòcesi actualment es correspon amb el de la província de La Spezia, i està dividit en 186 parròquies.
La seu episcopal és La Spezia, on es troba la catedral de Cristo Re. A Sarzana i a Brugnato sorgeixen les cocatedrals, dedicades respectivament a Santa Maria Assunta i a Santi Pietro, Lorenzo e Colombano
El seminari té la seu a Sazana, mentre que el de Brugnato va romandre actiu fins als anys 50 del segle xx.

## Història
L'origen de la diòcesi és antic: l'antiga ciutat de Luni era seu episcopal probablement ja durant l'època apostòlica: els primers testimonis escrits es remunten al 465.
Originalment el territori era enorme i incloïa parts de les actuals Emília-Romanya i Toscana. Per tant, encara apareixen en butlles amb què els Papes Eugeni III i Anastasi IV van confirmar territoris a Luni en el segle xii.
Des del segle xii els bisbes col·loquen cada vegada més la seva residència a Sarzana causa de la decadència progressiva de Luni; amb el plàcet del Papa Innocenci III, de 7 de març de 1202 la seu es va traslladar a Sarzana formalment el 15 de juny d'aquest any. Però en els segles següents els bisbes no sempre respecten la seva residència, col·locant la seu aquí i allà a la diòcesi fins que el requisit de residència a Sarzana va ser sancionat amb una butlla del Papa Pau II del 21 de juliol de 1465, que també va establir que els bisbes portessin el títol de Luni-Sarzana.
En 1797 la diòcesi de Luni-Sarzana va cedir una porció del seu territori per al benefici de l'erecció de la diòcesi de Pontremoli; el mateix succeí en 1822 per a l'erecció de la diòcesi de Massa Carrara. En 1854 i en 1855 altres parròquies es van escindir de Luni-Sarzana i s'agregaren a les dues diòcesis toscanes.
La diòcesi de Brugnato va ser erigida el 27 de maig de 1133 amb la butlla Quemadmodum Sedes Apostolica d'Innocenci II, amb territori desmembrat de la diòcesi de Luni. El 25 de novembre de 1820 en virtut de la butlla Sollicita quam del Papa Pius VII la diòcesi de Brugnato es va unir aeque principaliter a la diòcesi de Luni-Sarzana.
Abans de la reforma de les fronteres de 1959, la diòcesi de Brugnato s'estenia fins a Sestri Levante, on, durant tot el segle xviii, el bisbe de Brugnato residia habitualment, també per raons climàtiques. L'església de Santa Maria di Nazareth va ser elevada a la categoria de cocatedral, amb la possibilitat de consagrar els Sants Olis en els oficis de Setmana Santa.
Després del naixement de l'arsenal militar, la ciutat de La Spezia es va fer cada vegada més important que l'àrea circumdant. El 12 de gener de 1929 amb la butlla Universi Dominici, el Papa Pius XI va erigir la diòcesi de La Spezia, sufragània de Gènova, formada per 18 parròquies preses de la diòcesi de Luni-Sarzana; l'Església de Crist Rei va esdevenir la catedral de la diòcesi. La nova diòcesi es va unir aeque principaliter a les seus de Luni-Sarzana i Brugnato, que va assumir el nou nom de «diòcesi de Luni, és a dir, la Spezia, Sarzana i Brugnato». A La Spezia es va establir l'única cúria diocesana, esdevenint la residència habitual del bisbe; es van mantenir els capítols dels canonges de les catedrals de Sarzana i Brugnato.
En 1959 un decret del Papa Joan XXIII va fixar els límits actuals de la diòcesi (que van venir a coincidir amb els límits territorials de la província de La Spezia), que havia perdut en els últims anys diverses parts del territori a favor de diòcesis de nova erecció.
El 4 d'agost de 1975, de conformitat amb el Decret Litteris apostolicis de la Congregació per als Bisbes, se suprimí el títol de Luni, convertint-se en seu titular i va canviar el seu nom a la diòcesi de La Spezia, Sarzana i Brugnato.
El 30 de setembre de 1986, de conformitat amb el decret Instantibus votis d'aquesta congregació, es va establir la plena unione de les tres diòcesis i la nova circumscripció eclesiàstica va prendre el seu nom actual.

## Cronologia episcopal

### Bisbes de Luni
- San Basilio † (segle v)
- San Solario † (segle v)
- Sant'Euterio? † (segle v)
- San Felice † (citat el 465)
- Vittore † (inicis de 501 - finals de 502)
- Giusto † (citat el 556)[2]
- Basilio II ? † (segona meitat del segle vi)
- San Venanzio † (inicis de 593 - finals de 603)
- San Terenzio † (primera meitat del segle vii)
- Lucio ? † (vers 620 - 635)
- Lazzaro I ? † (vers 635 - 645)
- Tommaso † (citat el 649)
- Severo † (citat el 679)
- Lintecario † (? - 753 mort)
- Felerado † (citat el 769)
- Apollinare † (finals del segle viii)
- Gualcherio † (a l'època de Carlemany, inicis del segle ix)
- Petroaldo † (citat all'826)
- Teodolasio † (meitat del segle ix, aproximadament)
- San Ceccardo † (? - 860 mort)
- Gualterio I † (inicis del'872 ? – finals de 884)
- Odelberto † (inicis del'899 - 941 mort)
- Anselmo ? † (vers 941 - ?)
- Adalberto † (inicis de 963 - finals de 967)
- Gottifredo I † (976 ? - finals d'octubre de 998)
- Filippo I † (? renuncià)
- Guido I † (inicis de 1020 - finals de 1027)
- Eriberto † (citat el 1039)
- Guido II † (inicis de 1054 - finals de 1078)
- Lazzaro II †
- Filippo II † (inicis de 1095 - finals de 1096)
- Andrea I † (inicis de 1124 - finals de 1126)
- Filippo III † (1127 ? - 1128 ?)
- Gottifredo II † (1129 - 1156 mort)
- Alberto † ?
- Andrea II † (inicis de gener de 1160 - finals d'abril de 1163)
- Raimondo † (citat al de febrer de 1168)[3]
- Pipino Arrighi di Pisa† (inicis d'agost de 1170 - finals de 1176)
- Pietro † (vers 1178 - finals de febrer de 1190)
- Rolando † (novembre de 1190 - vers febrer de 1193 mort)
- Gualtiero II † (inicis de novembre de 1193 eletto - 1213 mort)
- Marzucco † (1213 - 1221 mort)
- Noradino † (1221 - 1224 mort)
- Buttafava † (1224 - 1226 renuncià)[4]
- Guglielmo † (inicis de maig de 1228 - 1272 mort)[5]
- Enrico da Fucecchio † (3 d'abril de 1273 - 1297 renuncià)[6]
- Antonio Nuvolone da Camilla † (8 de març de 1297 - 1307 mort)
  - Sede vacante (1307-1312)
- Gherardino Malaspina † (9 de maig de 1312 - gener de 1318 mort)
- Bernabò Malaspina † (20 d'agost de 1320 - 5 d'agost de 1338 mort)
- Antonio Fieschi † (4 de novembre de 1338 - 1343 mort)
- Agapito Colonna † (9 de gener de 1344 - 1344 mort)
- Giordano Colonna † (25 de maig de 1344 - 1351 mort)
- Gabriele Malaspina † (24 d'octubre de 1351 - 1359 mort)
- Antonio da Siena, O.P. † (1359 - 1363 mort)[7]
- Barnaba Malaspina (Bernabò Griffi) † (25 de febrer de 1363 - 31 de gener de 1374 nomenat bisbe de Penne i Atri)
- Beato Giacomo Campano, O.P. † (1378 - 1380 renuncià)
- Beato Giacomo Piccolomini, O.F.M. † (1380 - 1383 mort)
- Gerardo Pasqualoni, O.F.M. † (1383 - 1385 mort)
- Francesco Lante, O.F.M. † (1386 - 12 d'abril de 1390 nomenat bisbe de Brescia)
- Martino de Ferrari, O.S.A. † (12 d'abril de 1390 - 1394 mort)
- Giovanni Montino † (1395 - 1406 mort)
- Giacomo de Rossi † (1406 - 6 de març de 1415 nomenat arquebisbe de Nàpols)
  - Aragonio Malaspina † (22 de setembre de 1407 - 9 de febrer de 1415 nomenat arquebisbe de Bríndisi) (administrador apostòlic de l'antipapa Benet XIII)
- Francesco Manfredi † (6 de març de 1415 - 1465 nomenat bisbe de Luni-Sarzana)

### Bisbes de Luni-Sarzana
- Francesco Manfredi † (1465 - 1469 mort)
- Antonio Maria Parentucelli † (6 de setembre de 1469 - 1485)
- Tommaso Benetti † (21 de febrer de 1485 - 1497 renuncià)
- Silvestro Benetti † (28 d'abril de 1497 - 1537 mort)
- Giovanni Francesco Pogliasca † (28 de novembre de 1537 - 1561 mort)
- Simone Pasqua di Negro † (14 de febrer de 1561 - 4 de setembre de 1565 mort)
- Benedetto Lomellini † (7 de setembre de 1565 - 17 de març de 1572 nomenat bisbe d'Anagni)
- Giovanni Battista Bracelli † (2 de juny de 1572 - 17 d'abril de 1590 mort)
- Giovanni Battista Salvago † (14 de maig de 1590 - 24 de gener de 1632 mort)
- Giovanni Domenico Spinola † (26 d'abril de 1632 - 1 de desembre de 1636 nomenat arquebisbe, a títol personal, de Mazara del Vallo)
- Prospero Spinola † (7 de setembre de 1637 - 17 de juliol de 1664 mort)
- Giovanni Battista Spinola † (22 d'abril de 1665 - 13 de setembre de 1694 nomenat arquebisbe de Gènova)
- Giovanni Girolamo Naselli † (7 de febrer de 1695 - d'agost de 1709 mort)
- Ambrogio Spinola, B. † (10 de març de 1710 - 29 de juny de 1726 renuncià)
- Giovanni Girolamo della Torre, B. † (1 de juliol de 1726 - 21 d'abril de 1757 mort)
- Giulio Cesare Lomellini, C.R.M. † (23 de maig de 1757 - 24 de febrer de 1791 mort)
- Francesco Maria Gentili † (26 de setembre de 1791 - 17 de setembre de 1795 renuncià)
- Vincenzo Maria Maggioli, O.P. † (22 de setembre de 1795 - 24 de setembre de 1804 nomenat bisbe de Savona)
- Giulio Cesare Pallavicini † (24 de setembre de 1804 - 13 de maig de 1819 mort)

### Bisbes de Brugnato
- Ildebrando † (1133 - ?)
- Gerolamo Lomellino † (1147 - vers 1172 mort)
- Lanfranco † (citat el 1178)
- Alberto † (inicis de 1188 - finals de 1188)
- Guglielmo Spinola † (inicis de 1190 - 1200 mort)
- Sinibaldo Fieschi † (1200 - 26 de novembre de 1230 mort)
- Guglielmo Contardi † (1230 - 1251 mort)
- Balduino Fieschi † (1252 - 1262 mort)
- Filippo Pallavicini † (1262 - 1265 mort)
- Sorleone, O.P. † (1265 - 1280 mort)
- Filippo Passano † (1281 - 1288 mort)
- Arduino Franchi † (1288 - finals de 1292 mort)
- Giacomo da Pontremoli † (1300 - 1320 mort)
- Gherardo Spinola, O.F.M. † (16 de gener de 1321 - gener de 1340 mort)
- Lamberto Guidiccioni † (26 de gener de 1340 - 1344 mort)
- Torpete Cancelli, O.S.B. † (28 de maig de 1344 - 1350 mort)
- Ludovico Pallavicino † (1350 - 1362 mort)
- Nicolò † (1362 - 1362 mort)
- Ludovico Gandolfo, O.F.M. † (20 de febrer de 1363 - 1 de maig de 1390 mort)
- Landone Plancio † (1 de juny de 1390 - 1400 mort)
- Francesco Cotica, O.S.B. † (29 d'octubre de 1400 - 1412 mort)
- Simone Tommasi † (7 d'abril de 1412 - 1418 mort)
- Tommaso Trigone, O.S.B. † (14 de novembre de 1418 - 1438 renuncià)
- Antonio Vergafalce † (2 de maig de 1438 - 1467 mort)
- Bartolomeo Ugerio † (23 de desembre de 1467 - 1479 mort)
- Antonio Valdettaro † (27 d'agost de 1479 - 1492 mort)
- Simone Chiavari, O.S.B. † (11 d'abril de 1492 - 1502 renuncià)
- Lorenzo Fieschi † (27 de setembre de 1502 - 1510 renuncià)
- Melchiorre Grimaldi † (24 de maig de 1510 - 1512 mort)
  - Filippo Sauli † (14 de juny de 1512 - 1528 renuncià) (administrador apostòlic)
  - Girolamo Grimaldi † (25 de setembre de 1528 - 6 de juny de 1535 renuncià) (administrador apostòlic)
  - Agostino Trivulzio † (7 de juny de 1535 o 21 de febrer de 1539 - 5 de març de 1548 renuncià) (administrador apostòlic)
- Antonio Cogorno, O.P. † (5 de març de 1548 - 1565 renuncià)
- Giulio Sauli † (26 d'octubre de 1565 - 1570 mort)
- Antonio Paliettino, O.F.M.Conv. † (16 de juliol de 1571 - 17 d'octubre de 1579 mort)
- Nicolò Mascardi † (30 de gener de 1580 - 9 d'abril de 1584 nomenat bisbe de Mariana)
- Camillo Doddeo † (13 d'agost de 1584 - 15 d'abril de 1592 nomenat bisbe de Fossano)
- Stefano Baliano † (11 de maig de 1592 - 1609 mort)
- Francesco Mottini † (29 d'abril de 1609 - 1623 mort)
- Vincenzo Giovanni Spinola, O.S.A. † (6 de març de 1623 - 1639 mort)
- Francesco Durazzi † (16 de gener de 1640 - 15 de maig de 1652 mort)
- Giantommaso Gastaldi † (26 d'agost de 1652 - 1655 mort)
- Giambattista Paggi † (14 de juny de 1655 - 8 de febrer de 1663 mort)
- Giambattista Da Diece † (2 de juliol de 1663 - 28 d'abril de 1696 mort)
- Francesco Sacco, C.R. † (27 de març de 1697 - 21 de desembre de 1721 mort)
- Nicolò Leopoldo Lomellini † (23 de setembre de 1722 - 28 d'abril de 1754 mort)
- Domenico Tatis, O.S.B.Oliv. † (22 de juliol de 1754 - 29 d'octubre de 1765 mort)
- Francesco Maria Gentili † (31 d'agost de 1767 - 26 de setembre de 1791 nomenat bisbe de Luni-Sarzana)
- Giovanni Luca Solari † (18 de juny de 1792 - 26 de setembre de 1810 mort)
  - Sede vacante (1810-1820)[8]

### Bisbes de Luni-Sarzana i Brugnato
- Luigi Scarabelli, C.M. † (2 d'octubre de 1820 - 26 d'abril de 1836 renuncià)
- Francesco Agnini † (19 de maig de 1837 - 8 de març de 1853 mort)
- Giuseppe Rosati † (22 de febrer de 1867 - 5 de setembre de 1881 mort)
- Giacinto Rossi, O.P. † (18 de novembre de 1881 - 29 de gener de 1899 mort)
- Giovanni Carli † (19 de juny de 1899 - 5 de gener de 1921 mort)
- Bernardo Pizzorno † (7 de març de 1921 - 6 d'agost de 1926 mort)
  - Sede vacante (1926-1929)

### Bisbes de Luni ossia La Spezia, Sarzana i Brugnato
- Giovanni Costantini † (8 de febrer de 1929 - 26 de juliol de 1943 renuncià)
  - Sede vacante (1943-1945)[9]
- Giuseppe Stella † (7 de setembre de 1945 - 4 d'agost de 1975 nomenat bisbe de la Spezia, Sarzana e Brugnato)

### Bisbes de La Spezia, Sarzana i Brugnato
- Giuseppe Stella † (4 d'agost de 1975 - 3 de setembre de 1975 jubilat)
- Siro Silvestri † (3 de setembre de 1975 - 30 de setembre de 1986 nomenat bisbe de la Spezia-Sarzana-Brugnato)

### Bisbes de La Spezia-Sarzana-Brugnato
- Siro Silvestri † (30 de setembre de 1986 - 7 de desembre de 1989 jubilat)
- Giulio Sanguineti (7 de desembre de 1989 - 19 de desembre de 1998 nomenat bisbe de Brescia)
- Bassano Staffieri (10 de juliol de 1999 - 6 de desembre de 2007 jubilat)
- Francesco Moraglia (6 de desembre de 2007 - 31 de gener de 2012 nomenat Patriarca de Venècia)
- Luigi Ernesto Palletti, des del 20 d'octubre de 2012

## Estadístiques
A finals del 2013, la diòcesi tenia 216.100 batejats sobre una població de 218.702 persones, equivalent 98,8% del total.
| any  | població | població | població | sacerdots | sacerdots       | sacerdots       | sacerdots             | diaques | religiosos | religiosos | parroquies |
| ---- | -------- | -------- | -------- | --------- | --------------- | --------------- | --------------------- | ------- | ---------- | ---------- | ---------- |
| any  | batejats | total    | %        | total     | clergat secular | clergat regular | batejats por sacerdot | diaques | homes      | dones      |            |
| 1950 | 243.200  | 245.266  | 99,2     | 299       | 216             | 83              | 813                   |         | 122        | 492        | 150        |
| 1970 | 243.825  | 247.667  | 98,4     | 305       | 223             | 82              | 799                   |         | 95         | 420        | 189        |
| 1980 | 245.600  | 249.600  | 98,4     | 283       | 184             | 99              | 867                   |         | 119        | 404        | 192        |
| 1990 | 227.875  | 232.176  | 98,1     | 202       | 155             | 47              | 1.128                 | 9       | 54         | 325        | 188        |
| 1999 | 221.318  | 223.668  | 98,9     | 177       | 129             | 48              | 1.250                 | 21      | 50         | 229        | 188        |
| 2000 | 221.118  | 223.565  | 98,9     | 171       | 126             | 45              | 1.293                 | 24      | 45         | 230        | 186        |
| 2001 | 220.942  | 223.638  | 98,8     | 167       | 124             | 43              | 1.323                 | 24      | 43         | 229        | 186        |
| 2002 | 218.889  | 221.274  | 98,9     | 164       | 119             | 45              | 1.334                 | 24      | 47         | 195        | 186        |
| 2003 | 212.726  | 215.137  | 98,9     | 165       | 117             | 48              | 1.289                 | 23      | 50         | 191        | 186        |
| 2004 | 213.451  | 215.935  | 98,8     | 159       | 111             | 48              | 1.342                 | 23      | 49         | 187        | 186        |
| 2013 | 216.100  | 218.702  | 98,8     | 138       | 109             | 29              | 1.565                 | 21      | 33         | 120        | 186        |

### Per la seu de Luni (-Sarzana)
- Francesco Lanzoni, Le diocesi d'Italia dalle origini al principio del segle VII (an. 604), vol. I, Faenza 1927, pp. 586–589 (italià)
- Giuseppe Cappelletti, Le Chiese d'Italia dalla loro origine sino ai nostri giorni, vol. XIII, Venècia 1857, pp. 422–463 e 476-486 (italià)
- Palemone Luigi Bima, Serie cronologica dei romani pontefici e degli arcivescovi e vescovi, Torino 1842, pp. 270–277 (italià)
- Luigi Podestà, I vescovi di Luni dall'anno 895 al 1289. Studi sul Codice Pelavicino nell'Archivio Capitolare di Sarzana, in "Atti e Memorie della Reale Deputazione di Storia Patria per le Province Modenesi", VI (1895), pp. 5–157 (italià)
- Pius Bonifacius Gams, Series episcoporum Ecclesiae Catholicae, Leipzig 1931, pp. 817–818 (llatí)
- Konrad Eubel, Hierarchia Catholica Medii Aevi, vol. 1 Arxivat 2019-07-09 a Wayback Machine., pp. 317–318; vol. 2 Arxivat 2018-10-04 a Wayback Machine., p. 182; vol. 3 Arxivat 2019-03-21 a Wayback Machine., p. 231; vol. 4 Arxivat 2018-10-04 a Wayback Machine., p. 226; vol. 5, p. 250; vol. 6, p. 269 (llatí)

### Per la seu de Brugnato
- Giuseppe Cappelletti, Le Chiese d'Italia dalla loro origine sino ai nostri giorni, vol. XIII, Venècia 1857, pp. 464–482 (italià)
- Palemone Luigi Bima, Serie cronologica dei romani pontefici e degli arcivescovi e vescovi, Torino 1842, pp. 249–254 (italià)
- Pius Bonifacius Gams, Series episcoporum Ecclesiae Catholicae, Leipzig 1931, p. 818 (llatí)
- Konrad Eubel, Hierarchia Catholica Medii Aevi, vol. 1 Arxivat 2019-07-09 a Wayback Machine., pp. 148–149; vol. 2 Arxivat 2018-10-04 a Wayback Machine., p. 111; vol. 3 Arxivat 2019-03-21 a Wayback Machine., p. 141; vol. 4 Arxivat 2018-10-04 a Wayback Machine., p. 122; vol. 5, p. 128; vol. 6, p. 132 (llatí)
- Butlla Quemadmodum Sedes Apostolica, a Bullarum diplomatum et privilegiorum sanctorum Romanorum pontificum Taurinensis editio, Tomo II, Augustae Taurinorum 1859, pp. 378–379 (llatí)